# بونيتياك (كيبك)
بونيتياك (بالإنجليزية: Pontiac, Quebec)‏ هي بلدية محلية في كيبيك تقع في كندا في Outaouais. يقدر عدد سكانها بـ 5,681 نسمة ومساحتها 504.60 كم2 .

## أعلام
- أندريه فورتين